# Nina Claire Snaith
Nina Claire Snaith, britanska matematičarka, * 1974.
Snaithova je trenutno raziskovalka na Univerzi v Bristolu in raziskuje teorijo naključnih matrik in kvantni kaos. Je hči matematika Victorja Snaitha in sestra glasbenika Daniela Snaitha »Caribouja«.
Študirala je teoretično fiziko na McMasterjevi univerzi v Hamiltonu, Ontario v Kanadi. Na Univerzi v Bristolu je leta 2000 doktorirala s področja uporabne matematike z nalogo Teorija naključnih matrik in funkcij zeta (Random Matrix Theory and zeta functions).
Njeno trenutno delo je osredotočeno na uporabo teorije naključnih matrik pri Riemannovi funkciji ζ. Z mentorjem Jonom Keatingom sta leta 1998 na srečanju na Dunaju pokazala kako sta s pomočjo metod iz kvantne fizike razvila metodo za računalniško generiranje vseh momentov funkcije. Do tedaj so z metodami iz teorije števil dokazali le tri momente. Četrtega sta najavila na istem srečanju Brian Conrey in Steve Gonek, kjer so se rezultati obojih ujemali. Najavo novih momentov v zaporedju so v začetku leta 2006 v javnih občilih primerjali z vprašanjem in odgovorom o življenju, Vesolju in sploh vsem, ki ga je postavil in navedel Douglas Adams v svojem znanstvenofantastičnem romanu Štoparski vodnik po galaksiji, saj je vrednost tretjega momenta ravno število 42, in je enak odgovoru, ki ga je v romanu posredoval, po sedem in pol milijona letih računanja, računalnik GlobokaMisel.